# Muqadar Qazizadar
Muqadar Qazizadar (auch Muqadar Qazizadah; * 11. September 1988 in Kabul, Afghanistan) ist ein afghanischer Fußballspieler, der seit 2016 bei De Spinghar Bazan spielt.

## Karriere

### Vereinskarriere
Seit 2000 spielte Qazizadar Fußball beim FC Kabul Bank. Von Januar 2011 bis Juni 2012 war er beim inzwischen in Feruzi FC umbenannten Verein als Spieler aktiv und gewann 2012 die afghanische Meisterschaft. Während der Spielpause in der Afghan Premier League spielte er 2013 wieder bei seinem Stammverein und gewann den Kabul Cup.
Mit der Fußballcastingshow Maidan e Sabz empfahl er sich für die neu gegründete Afghan Premier League und unterschrieb 2012 bei Shaheen Asmayee. Sein Debüt gab er am 18. September 2012 beim Spiel gegen De Maiwand Atalan (1:3). Jedoch schied das Team, die er als Kapitän anführte, bereits in der Gruppenphase aus. In den folgenden Jahren stabilisierte sich die Mannschaft und wurde 2013 und 2014 jeweils afghanischer Meister.

### Nationalmannschaft
Seit 2008 ist er Nationalspieler und kam bisher auf 17 Spiele im Nationaltrikot. Er erreichte mit ihr als Stammspieler das Finale der Fußball-Südasienmeisterschaft 2011. 2013 gelang sogar die Meisterschaft in diesem Turnier, allerdings war Qazizadar nur Ersatzspieler und blieb ohne Einsatz. Für den AFC Challenge Cup 2014 wurde er von Trainer Erich Rutemöller nicht mehr nominiert, und auch von den folgenden Nationaltrainern wurde er nicht mehr berücksichtigt.

## Erfolge

### Verein
Feruzi FC
- Afghanistan Premier League: Meister 2012
- Kabul Cup: Sieger 2013

Shaheen Asmayee
- Afghan Premier League: Meister 2013, 2014

### Nationalmannschaft
- Südasienmeisterschaft: 2013 (ohne Einsatz), Zweiter 2011